# Persona (psychologie analytique)
Pour les articles homonymes, voir Persona.
 (septembre 2019).
Si vous disposez d'ouvrages ou d'articles de référence ou si vous connaissez des sites web de qualité traitant du thème abordé ici, merci de compléter l'article en donnant les références utiles à sa vérifiabilité et en les liant à la section « Notes et références ».
Le mot persona vient du latin (du verbe personare, per-sonare : parler à travers) où il désignait le masque que portaient les acteurs de théâtre. Ce masque avait pour fonction à la fois de donner à l'acteur l'apparence du personnage qu'il interprétait, mais aussi de permettre à sa voix de porter suffisamment loin pour être audible des spectateurs.
Dans sa psychologie analytique, Carl Gustav Jung a repris ce mot pour désigner la part de la personnalité qui organise le rapport de l'individu à la société, la façon dont chacun doit plus ou moins se couler dans un personnage socialement prédéfini afin de tenir son rôle social. Le moi peut facilement s'identifier à la persona, conduisant l'individu à se prendre pour celui qu'il est aux yeux des autres et à ne plus savoir qui il est réellement. Dans ce cas, la persona de Jung est proche du concept de faux self de Donald W. Winnicott. Il faut donc comprendre la persona comme un « masque social », une image, créée par le moi, qui peut finir par usurper l'identité réelle de l'individu.
Bien que nécessaire pour interagir avec le monde extérieur, la persona peut être considérée comme une façade externe, souvent influencée par les attentes sociales, qui peut masquer la véritable nature de l'individu et entraver la compréhension de soi.
Alfred de Musset a quelque peu exploré ceci dans Lorenzaccio.
Le film Persona d'Ingmar Bergman est largement inspiré du travail de Carl Gustav Jung.
La série de jeux Shin Megami Tensei: Persona a pour thème central ce "masque" que porte chaque individu en société. Les troisième, quatrième et cinquième épisodes développent beaucoup cet aspect, en plongeant le joueur au cœur de la vie lycéenne. Ils lui offrent ainsi la possibilité d'analyser et de mieux comprendre comment fonctionnent ces "persona" que chaque sujet se crée. Dans la partie de chaque jeu dédiée aux relations sociales, le joueur devra adapter sa personnalité aux personnages qu'il rencontre pour avancer plus facilement dans le jeu, imitant ainsi le fonctionnement de la persona.
L'album Map of the soul : Persona du groupe BTS en est également inspiré.